# Václav Staněk (fotbalista)
Václav Staněk (16. května 1893 – ) byl český meziválečný fotbalista.

## Fotbalová kariéra
Hrál za AC Sparta Praha a SK Libeň. Se Spartou získal v letech 1926 a 1927 dvakrát mistrovský titul.

## Ligová bilance
| Ročník                                       | Zápasy | Góly | Klub            |
| -------------------------------------------- | ------ | ---- | --------------- |
| Asociační liga 1925                          | 1      | 0    | AC Sparta Praha |
| Asociační liga 1925                          | 8      | 4    | SK Libeň        |
| Středočeská 1. liga 1925/1926                | 3      | 1    | AC Sparta Praha |
| Kvalifikační soutěž Středočeské 1. ligy 1927 | 1      | 1    | AC Sparta Praha |
| Středočeská 1. liga 1928/1929                | 9      | 1    | SK Libeň        |
| CELKEM                                       | 22     | 7    |                 |